# Derivada débil
En matemáticas, la derivada débil es una generalización del concepto de derivada de una función que se asume como no diferenciable, pero sí integrable, es decir, residen en un espacio Lp {\displaystyle \mathrm {L} ^{1}([a,b])}. Véase distribución para una definición aún más generalizada.

## Definición
Sea {\displaystyle u} una función en un espacio de Lebesgue {\displaystyle L^{1}([a,b])}. Decimos que {\displaystyle v} en {\displaystyle L^{1}([a,b])} es una derivada débil de {\displaystyle u} si y sólo si:
{\displaystyle \int _{a}^{b}u(t)\varphi '(t)dt=-\int _{a}^{b}v(t)\varphi (t)dt}
para cualquier {\displaystyle \varphi } en {\displaystyle \mathbb {C} _{0}^{\infty }([a,b])}. Esta definición está motivada por la técnica de integración por partes.
Generalizando a {\displaystyle n} dimensiones, si {\displaystyle u} y {\displaystyle v} se encuentran en el espacio {\displaystyle L_{loc}^{1}(U)} de funciones localmente integrables para algunos conjuntos abiertos {\displaystyle U\subset \mathbb {R} ^{n}}, y si {\displaystyle \alpha } es un multiíndice, decimos que {\displaystyle v} es el {\displaystyle \alpha }-ésima derivada débil de {\displaystyle u} si y sólo si:
{\displaystyle \int _{U}uD^{\alpha }\varphi =(-1)^{|\alpha |}\int _{U}v\varphi }
para cualquier {\displaystyle \varphi } en {\displaystyle \mathbb {C} _{C}^{\infty }(U)}, es decir, para cualquier función infinitamente diferenciable {\displaystyle \varphi } con soporte compacto en {\displaystyle U}. Si {\displaystyle u} tiene derivada débil, a menudo escrita como {\displaystyle D^{\alpha }u}, ya que la derivada débil es única (por lo menos, en un conjunto de medida cero).

## Propiedades
- Si dos funciones son derivadas débiles de la misma función, son iguales, excepto en un conjunto de medida cero, es decir, son iguales casi por doquier. Si tenemos en cuenta las clases de equivalencia de funciones,en la que dos funciones son equivalentes si y sólo si son iguales en casi por doquier, entonces la derivada débil es única.

- Además, si {\displaystyle u} es diferenciable en el sentido convencional, entonces su derivada débil es idéntica (en el sentido dado anteriormente) a su derivada convencional. Así, la derivada débil es una generalización de la convencional. Además, las reglas clásicas para las derivadas de sumas y productos de funciones también son válidas para la derivada débil.

## Ampliación
Este concepto da lugar a la definición de soluciones débiles en espacios de Sóbolev, que son útiles para los problemas de ecuaciones diferenciales y en el análisis funcional.